# 하치미츠 로켓
하치미츠 로켓(はちみつロケット)는 스타더스트 프로모션 소속의 일본 여성 아이돌 그룹 3B junior내 6인조 유닛이다. 약칭은 하치로켓(はちロケ)이다. 모모이로 클로버 Z 등의 그룹과 함께 STARDUST PLANET(통칭 스타프라)를 구성한다.

## 개요
모모이로 클로버 Z가 소속된 스타더스트 프로모션의 여성 아이돌 그룹 3B junior의 유닛으로서 결성되었다. 첫 등장은 2014년 11월 24일의 모모이로 클로버 Z의 라이브「女祭り2014 〜Ristorante da MCZ」의 남성한정 라이브 뷰잉「女祭り2014 メンズ限定非公式のぞき見大会『サンクチュアリ』」의 오프닝 액트.
2020년 4월 26일, 닛테레 란란 홀에서 단독 라이브 중지 대신 니코니코 생방송에서 해산 착신 라이브를 기해 그룹을 해산했다. 이후, 동년 12월 6일,「하치미츠 로켓 해산 라이브」를 개최를 인해 그룹으로서의 활동을 정식 종료했다.
동년 6월 20일, 전 멤버로부터 신유닛「Awww!(아우!)」가 발표.

## 구성원
- 하나야마 시호(華山 志歩, 2000년 1월 24일(25세)), 도쿄도 출신, 최연장자, 리더
- 미후유(澪風, 2000년 6월 1일(24세)), 가나가와현 출신
- 모리 아오바(森 青葉, 2001년 5월 12일(23세)), 도쿄 도 출신
- 츠카모토 소라(塚本 颯来, 2001년 11월 7일(23세)), 나가노현 출신
- 키미노 마이카(公野 舞華, 2001년 12월 20일(23세)), 도쿄 도 출신
- 하리마 레이나(播磨 怜奈, 2002년 2월 13일(23세)), 가나가와 현 출신, 최연소

### 전 구성원
- 아마미야 카논(雨宮 かのん, 1999년 9월 20일(25세)), 도쿄 도 출신, 전 리더
  - 2019년 6월 8일 졸업.

## 음반

### 싱글
| 순서 | 타이틀                            | 의미                       | 발매일           | 최고순위 |
| ---- | --------------------------------- | -------------------------- | ---------------- | -------- |
| 1    | はちみつロケット ～ 黄金の七人 ～ | 하치미츠 로켓 ~황금의 7인~ | 2018년 3월 7일   | 9        |
| 2    | おかしなわたしとはちみつのきみ    | 이상한 나와 꿀의 너        | 2018년 3월 7일   | 20       |
| 3    | 花火と漫画とチョコと雨            | 불꽃과 만화와 초코와 비    | 2018년 8월 8일   | 8        |
| 4    | 忠犬ハチ公                        | 충견 하치공                | 2019년 3월 20일  | 11       |
| 5    | ROCKET FUTURE                     | 로켓 퓨처                  | 2019년 11월 20일 | 11       |

### 착신 한정
- かまわないさ (2018년 9월 24일)
- Naked Love (2018년 11월 27일)
- WHITE☆FIGHTERS (2018년 11월 28일)
- ザラメ・オシャベリ (2019년 7월 10일)
- 真夏ミッドナイト (2019년 7월 10일)

## 가창 악곡

### 오리지널 곡
- 恋メラ
- ギリギリサマー
- WARE-WARE-WA
- お願いメテロティス
- フレンドリーム
- おかしなわたしとはちみつのきみ
- はちみつロケット ～黄金の七人～
- バカイズム
- ハニートランポリン
- 放課後リフレイン
- 陰陽 -Yin Yang-
- 花火と漫画とチョコと雨
- 夜空にきらめく花
- MOTTO MOTTO!!
- かまわないさ
- Naked Love
- WHITE☆FIGHTERS
- 千年ミラクル
- 忠犬ハチ公
- 美味闘伝説ハッピー招拳
- なかよしグループ

### 커버 곡
- 未来へススメ!
- ツヨクツヨク
- いつか君が
- MILKY WAY
- 走れ!
- 最強パレパレード
- MOON PRIDE
- words of the mind
- きみゆき
- ココ☆ナツ
- 黒い週末
- 職業:アイドル。
- 夏祭り
- secret base 〜君がくれたもの〜
- サラバ、愛しき悲しみたちよ
- 今宵、ライブの下で

## 같이 보기
- Awww!

모체 유닛
- 3B junior

그룹 내 유닛
- 록카 자포니카
- 오쿠사와무라
- 마제스틱 세븐
- 리프 시트론

그 외 유닛
- 모모이로 클로버 Z
- 시리츠에비스추가쿠
- TEAM SHACHI
- 다코야키 레인보우
- 밧텐쇼죠타이
- 초 도키메키 센덴부
- 아메후라시
- ukka
- 이키나리 토호쿠산
- CROWN POP
- B.O.L.T